# Pass online
Un pass online è un sistema di gestione dei diritti digitali per limitare l'accesso a funzionalità supplementari in un prodotto utilizzando un numero di serie monouso. I pass online hanno principalmente lo scopo di ostacolare o scoraggiare la vendita di seconda mano di un prodotto e di consentire al produttore di un prodotto di restituire i profitti derivanti da copie di seconda mano del prodotto.
Questi pass sono stati utilizzati per la prima volta principalmente dall'industria dei videogiochi, richiedendo l'uso di un codice che si trova nel manuale di un gioco o nei foglietti illustrativi per accedere a determinati contenuti online, in particolare al multiplayer. A seguito di critiche nei confronti di questa pratica, diversi importanti editori di videogiochi, tra cui Electronic Arts e Ubisoft, hanno iniziato ad eliminarne gradualmente l'uso nel 2013.
Una tattica simile è emersa nell'industria dei libri di testo accademici, regolando l'uso di materiale supplementare e altri contenuti online, con l'intento di impedire agli studenti di ottenere una copia di seconda mano o in prestito di un libro di testo necessario. Ciò richiede l'acquisto di una nuova copia per poterne utilizzare le funzionalità.

## Videogiochi

### Utilizzo
L'uso dei pass online nei videogiochi ha lo scopo di contrastare la popolarità di negozi come Gamestop, che comprano e vendono copie di videogiochi di seconda mano. I pass online sono tradizionalmente utilizzati per limitare l'accesso alle modalità multigiocatore di un gioco e ad altri contenuti online; essi vengono spediti come codici monouso stampati su inserti confezionati con copie al dettaglio di videogiochi e devono essere riscattati dall'utente per poter accedere alle modalità multigiocatore e online di un particolare gioco. Se un giocatore non dispone di un pass online non utilizzato (ad esempio quando acquista un gioco usato), può acquistare l'accesso tramite la propria console o può accedere a una prova limitata del contenuto online del gioco. In alcuni casi, un gioco può essere fornito con un codice che può essere riscattato per contenuti scaricabili gratuitamente e altri oggetti pubblicati al momento del lancio del gioco o poco dopo il lancio, come il DLC The Stone Prisoner e l'armatura Blood Dragon per Dragon Age Origins, la quest House of Valor di Kingdoms of Amalur: Reckoning, e un pacchetto di 20 canzoni aggiuntive per Rock Band 2.
Oltre ai contenuti scaricabili, i pass online aggiungono un ulteriore flusso di entrate che può essere utilizzato per compensare i profitti persi con le vendite di seconda mano, e incoraggiano i giocatori ad acquistare giochi nuovi al dettaglio in modo da non dover pagare un extra per accedere al contenuto completo del gioco. I sostenitori dei pass online e gli editori che li utilizzano sostengono che richiedere agli acquirenti di giochi usati di pagare un extra per l'accesso ai contenuti e ai servizi online è un sistema più equo per pagare i costi necessari per mantenere le risorse online. Gli oppositori sostengono che l'adozione di sistemi di pass online può portare all'eliminazione di funzionalità più essenziali dai giochi usati e possibilmente anche a impedire la rivendita di videogiochi. Curt Schilling, fondatore di 38 Studios, ha giustificato l'uso di un pass online per sbloccare la settima parte della quest House of Valor nel singleplayer Kingdoms of Amalur: Reckoning (che è stato pubblicato da EA) come "day one DLC" inteso come incentivo per i primi utilizzatori. Tuttavia, la decisione provocò ancora una discussione sull'adeguatezza del modello.

### Storia
Tra i primi videogiochi a richiedere un pass online sono stati SOCOM U.S. Navy SEALs: Fireteam Bravo 3 per PlayStation Portable, che ha richiesto l'uso di un voucher una tantum incluso nelle copie al dettaglio del gioco per accedere alla modalità multiplayer, con una spesa di 20 dollari per le sostituzioni. Tuttavia, in questo caso, Sony Interactive Entertainment ha dichiarato che questo requisito era destinato a combattere la pirateria. Alla fine del 2009, EA ha iniziato ad implementare pass online nei suoi giochi come parte di un'iniziativa nota come "Project Ten Dollar"; Mass Effect 2 ha utilizzato un pass online per consentire l'accesso a contenuti bonus attraverso il suo sistema "Cerberus Network", mentre Dragon Age: Origins è dotato di un codice che poteva essere riscattato per scaricare gratuitamente la sua prima importante release DLC, The Stone Prisoner, così come un esclusivo set di armature. Nel maggio 2010, EA ha annunciato che a partire da Tiger Woods PGA Tour 10, tutti i futuri titoli EA Sports avrebbero richiesto l'uso di pass online per accedere al multiplayer.
A metà del 2013, molti editori hanno iniziato a eliminare gradualmente i pass online; a maggio 2013, Electronic Arts ha annunciato che, a causa del feedback dei clienti, avrebbe interrotto l'uso futuro dei pass online per i successivi titoli e rimosso retroattivamente i requisiti dell'pass online dai titoli esistenti. Il 1º novembre 2013, Ubisoft ha seguito l'esempio interrompendo il suo sistema Uplay Passport per i titoli futuri e rendendo disponibile gratuitamente il pass per l'uscita di Assassin's Creed IV: Black Flag. Un portavoce di Ubisoft ha dichiarato che il sistema non è "il miglior approccio per garantire che tutti i nostri clienti abbiano la migliore esperienza possibile con tutti gli aspetti dei nostri giochi", sottolineando che la campagna per giocatore singolo di Black Flag contiene caratteristiche online passive che altrimenti non sarebbero state disponibili senza attivare il pass. Sony vieta specificamente l'uso dei pass online da parte degli sviluppatori di titoli PlayStation 4; questo perché gli utenti devono avere un abbonamento PlayStation Plus per utilizzare il multiplayer sulla maggior parte dei giochi PS4, Sony non voleva che gli editori aggiungessero ulteriori DRM.

## Libri di testo
Un sistema simile è stato recentemente utilizzato dagli editori di libri di testo, richiedendo l'uso di un pass online per offrire contenuti aggiuntivi, tra cui una bacheca per i messaggi online, un sistema di assegnazione dei compiti da assegnare o consegnare, o anche una versione e-book del titolo. Analogamente si intende scoraggiare la rivendita di seconda mano o la condivisione di questi libri di testo, consentendo che le loro funzionalità online siano utilizzate da un solo studente, richiedendo ad altri di acquistare la propria copia del libro o di ottenere un codice di accesso individuale.